# Warface
Warface è un videogioco sparatutto in prima persona online gratuito sviluppato da Crytek Kiev, coprodotto da Crytek Seoul e pubblicato da My.com. Il gioco è stato sviluppato con il CryEngine 3 proprietà di Crytek. Warface è incentrato sugli scontri a fuoco online nelle partite giocatore contro giocatore (PvP), con microtransazioni che consentono ai giocatori di acquistare armi, equipaggiamento e cosmetici. Il port per Xbox 360, sviluppato da Crytek UK, è stato interrotto nel febbraio 2015. La versione console del gioco è stata rilanciata per PlayStation 4 e Xbox One nel 2018 e su Nintendo Switch nel 2020. I membri del team di sviluppo del gioco si sono separati da Crytek Kiev nel febbraio 2019 per formare un nuovo sviluppo studio, Blackwood Games, che gestirà i futuri compiti di sviluppo di Warface. Un gioco spin-off sparatutto tattico chiamato Warface: Breakout è stato pubblicato il 26 maggio 2020 per PlayStation 4 e Xbox One.

## Modalità di gioco

### Classi e Armi
I giocatori possono scegliere tra cinque diverse classi: Cecchino, Fuciliere, Ingegnere, Medico o SED. Ogni classe ha il proprio ruolo di combattimento specifico, con i Medici che resuscitano i compagni di squadra caduti e curano i feriti, gli Ingegneri che ripristinano e riparano le armature e sono in grado di far rivivere i SED, i Fucilieri che forniscono munizioni aggiuntive, i SED per il fuoco repressivo ed eliminano grandi gruppi di nemici e i Cecchini per ingaggiare negli scontri a fuoco a lungo raggio.
Ogni classe ha le sue armi ed equipaggiamenti unici, spesso divisi in due categorie. I fucilieri possono scegliere tra una varietà di fucili d'assalto e mitragliatrici leggere e hanno la possibilità di distribuire munizioni a se stessi e agli altri giocatori. I cecchini possono impugnare fucili da cecchino e da cecchino bolt-action e semiautomatici. I medici hanno accesso a fucili automatici e a pompa, oltre alla capacità di curare e rianimare i compagni di squadra. Gli ingegneri possono usare mitragliatrici e armi di difesa personale e possono ricostituire armature, posizionare mine esplosive, far rivivere i SED e interagire rapidamente con gli esplosivi. I SED, tuttavia, sono diversi in quanto hanno accesso ad armi pesanti, oltre a un lanciagranate che infligge danni medi insieme a un effetto flash.
Ogni classe trasporta un'arma da fuoco secondaria e un'arma da mischia aggiuntiva. La cintura degli attrezzi di ogni soldato viene fornita con una bomba a mano e può essere modificata o ampliata con fumogeni o granate flash. L'Ingegnere può anche trasportare mine antiuomo. Le armi hanno slot di personalizzazione che possono essere utilizzati per equipaggiare un'arma da fuoco con mirini, bipiedi, impugnature, protezioni flash e soppressori.

### Modalità
I giocatori possono competere online in partite PvP, o unire i loro sforzi contro nemici controllati dall'IA in battaglie PvE, così come Spec Ops. Man mano che i giocatori completano partite e missioni, possono guadagnare punti esperienza, dollari Warface e punti venditore. La quantità di ricompense guadagnate varia a seconda del numero di giocatori, della missione giocata, della durata della missione, della quantità di checkpoint e di altri criteri.

### Valuta di gioco
I Warface Dollars possono essere utilizzati per noleggiare armi e acquistare armature e altri oggetti. I punti esperienza consentono a ciascun giocatore di aumentare il proprio grado (livello) personale nel gioco. I punti venditore vengono utilizzati per avanzare nell'albero dell'Arsenale, che presenta tre categorie di oggetti che vengono sbloccati in linea con la progressione nel gioco del giocatore: armi, accessori ed equipaggiamento. I VIP Booster Pack, che possono essere acquistati dal negozio in-game, consentono al giocatore di guadagnare punti esperienza, dollari Warface e punti venditore aggiuntivi dopo una partita. Un'altra forma di valuta di gioco, i Kredit, sono una valuta premium che consente l'acquisto di pacchetti VIP Booster, skin per giocatori, bundle, armi speciali e altro ancora. I Kredit vengono acquistati con denaro reale e sono spesso tenuti ad acquistare oggetti di fascia alta inclusi ma non limitati a: pistole d'oro, pistole, scatole e armature scuoiate. Per questo motivo, i giocatori spesso accusano il gioco di essere "pay-to-win".

## Sviluppo
Nell'agosto 2011, Crytek ha annunciato che Warface sarebbe stato pubblicato per PC nei mercati occidentali nel 2012. Nel febbraio 2012, il gioco è stato annunciato per essere pubblicato da Nexon in Corea del Sud e Taiwan. Il gioco è stato distribuito per la sua fase beta aperta sul client di gioco di Mail.Ru in Russia. Nel luglio 2012, Trion Worlds si è annunciato come editore del gioco negli Stati Uniti, Nuova Zelanda, Turchia, Australia ed Europa. La versione beta chiusa di Warface è stata pubblicata nei mercati occidentali il 17 gennaio 2013.
Il 28 agosto 2013, Crytek ha annunciato che Warface sarebbe stato pubblicato per Xbox 360 all'inizio del 2014. Il gioco è stato distribuito per Xbox 360 il 22 aprile 2014. Il 3 dicembre 2014, Crytek ha annunciato che sarebbe cessato supporto per la versione Xbox 360 del gioco, con supporto completamente ritirato il 1º febbraio 2015.
Warface è stato pubblicato per PlayStation 4 il 14 agosto 2018 e per Xbox One il 25 settembre 2018. Nel novembre 2018, il gioco ha aggiunto un Battle Pass alla versione PC del gioco nota come "The Syndicate".
Nel febbraio 2019, il team di sviluppo del gioco ha formato un nuovo studio, Blackwood Games, che avrebbe assunto l'ulteriore sviluppo di Warface da Crytek Kiev.

## Accoglienza
Warface ha ricevuto recensioni contrastanti dalla critica, secondo l'aggregatore di recensioni Metacritic. Gaming Trend ha affermato che sebbene la versione Xbox One di Warface non fosse il gioco più unico, era divertente e accessibile. TheXboxHub ha elogiato il gioco per essere "veramente free-to-play" e per non richiedere ai giocatori di spendere soldi veri per rimanere competitivi, fornendo allo stesso tempo "un gameplay incentrato online molto divertente" e molte modalità.

### Premi
- "Miglior gioco social/casual/online" della gamescom 2012[17]
- Premio The Inven: MIGLIOR gioco FPS G-Star 2012[18]